# Це могло трапитися з вами
«Це могло трапитися з вами» (англ. It Could Happen to You) — романтична комедія з елементами драми, знята кінокомпанією TriStar Pictures. В основу фільму лягли реальні події 1984 року.

## Сюжет
Добрий поліцейський Чарлі Ленг одружений тривалий час на сварливій Мюррей, яка тільки й думає про гроші. Одного дня він зробив замовлення та йому не вистачило на чайові офіціантці Івонні, у якої і так був поганий день. Чарлі обіцяє віддати половину виграшу в лотерею, квиток якої він купив за порадою дружини, або лише чайові. Він виграє чотири мільйони та попри протести дружини розплачується з Івонною. Цей випадок з'являється у пресі. На горизонті Івонни з'являється її чоловік, з яким вона через брак коштів не могла розлучитися.
Щасливчики, які отримали виграш, вирушають на вечерю на кораблі. Мюрей знайомиться з впливовими людьми та вирішує розлучитися з Чарлі, ще й забравши виграш. Дружина виганяє його. Він зупиняється готелі «Плаза», де зустрічає Івонну, яка втекла від надокучливого чоловіка. Вони проводять ніч разом. За рішенням суду вони вдвох втрачають усі виграні гроші. Та журналіст, який слідкував за подіями від їх початку, закликає допомогти парі. Щедрість жителів дала їм $600 000.
Мюррей Ленг вийшла вдруге заміж за Джека Гросса, який її ошукав, вона повернулася до мами та старої роботи в салоні. Чарлі продовжив працювати в поліції. Він одружився з Івонною.

## У ролях
| Актор           | Роль         |
| --------------- | ------------ |
| Ніколас Кейдж   | Чарлі Ленг   |
| Бріджит Фонда   | Івонна Біасі |
| Розі Перес      | Івонна Біасі |
| Венделл Пірс    | Бо Вільямс   |
| Айзек Хейз      | журналіст    |
| Стенлі Туччі    | Едді Біасі   |
| Сеймур Кассель  | Джек Гросс   |
| Ред Баттонс     | Волтер       |
| Річард Дженкінс | Вернон Гейл  |

## Сприйняття
Фільм отримав загалом позитивні відгуки. На сайті Rotten Tomatoes його оцінка від критиків становить 71 %, а від пересічних глядачів — 54 %.